# Capitoli della Bagliva
I Capitoli della Bagliva erano in epoca antica una raccolta di leggi di natura giuridico-amministrativa emanati dagli statuti di un municipio, per la giurisdizione della Bagliva, cioè la magistratura di reati di minore importanza; la Bagliva fu creata per la prima volta da Ruggero II nel 1140. I capitoli della Bagliva riguardavano le regole della vita di tutte le comunità rurali.